# Alain Noury
Pour les articles homonymes, voir Noury.
Alain Noury est un acteur français né à Paris le 4 novembre 1945.
Noury, de son vrai nom Alain Jean Bourdon-Noury, est surtout connu pour quelques films réalisés dans les années 1970 sous forme de coproductions internationales, le plus souvent franco-italiennes ou franco-allemandes. Il s'est ensuite spécialisé dans le cinéma yougoslave.

## Biographie
Il interprète d'abord le casse-cou Frantz de Galais dans Le Grand Meaulnes (1967) de Jean-Gabriel Albicocco, adapté du roman homonyme d'Alain-Fournier, l'un des romans français les plus lus au monde. Il enchaîne avec le film italien Un amour à trois (1969) où il forme un ménage à trois avec Mita Medici et Raymond Lovelock dans la lignée des mouvements étudiants de 1968 dans une Bologne en ébullition. Dans le film, le personnage qu'interprète Raymond Lovelock l'embrasse fougueusement après l'avoir entraîné dans sa villa.
Après un film sur le football dans l'entre-deux-guerres, Giovinezza giovinezza (it) (1969), d'après le roman autobiographique de Luigi Preti, il fait un périple à travers les États-Unis aux côtés de Jane Birkin et Bernadette Lafont dans Sex Power (1970).
En Allemagne, il a joué sous la direction d'Alfred Vohrer en 1971 dans Et Jimmy alla vers l'arc-en-ciel d'après le roman de Johannes Mario Simmel, en 1972 également sous la direction de Vohrer dans le mélodrame La Pluie noire et en 1975 dans le film érotique Histoire d'O.
Dans Et Jimmy alla vers l'arc-en-ciel (1971), Noury joue le rôle d'un jeune Argentin, Manuel Aranda, qui veut élucider le meurtre mystérieux de son père. Arrivé à Vienne, il est harcelé par des représentants de différents services secrets qui lui demandent une mystérieuse formule. Il s'avère que son père a travaillé autrefois pour les nazis et que la formule en question est celle qui permet de fabriquer un gaz neurotoxique. Le Lexikon des internationalen Films juge : « Une adaptation cinématographique d'un best-seller, mise en scène avec beaucoup de moyens et d'effets, qui utilise les problèmes du présent et du passé comme toile de fond pour un mélange finalement pompeux et peu crédible de film policier, de film d'espionnage et de mièvrerie ».
Dans La Pluie noire (1972), une romance poignante inspirée de la nouvelle La Tempête de neige d'Alexandre Pouchkine, Alain Noury jouait un étudiant français qui tombait amoureux d'une Allemande. Le film a reçu la mention « film de valeur » en Allemagne.
Dans les années 1970, Noury était considéré comme un espoir du cinéma européen, mais il n'a jamais réussi à percer. Certains de ses rôles les plus importants de ces années-là montraient Noury nu, comme Dino, l'amant homosexuel d'Helmut Berger dans Un beau monstre, et Sergio Vitale, l'amant homosexuel de Manuel de Blas dans Le Protecteur (1974).
Du milieu des années 1970 aux années 1990, il se spécialise dans des productions yougoslaves, notamment aux côtés de Maria Schneider et Alida Valli dans Une saison de paix à Paris (1981) ou en séduisant nudiste étranger dans La Beauté du péché (sr) (1986) de Živko Nikolić (sr).
Son dernier film, Dernière Valse à Sarajevo (sr), sur l'histoire de Sarajevo à la veille de l'attentat contre François-Ferdinand qui entraîne la Première Guerre mondiale, est tourné en 1990 quelques mois avant le Siège de Sarajevo et l'éclatement de la Yougoslavie.

## Filmographie

### Acteur de cinéma
- 1967 : Le Grand Meaulnes de Jean-Gabriel Albicocco : Frantz de Galais
- 1969 : Un amour à trois (Plagio) de Sergio Capogna : Massimo
- 1969 : Giovinezza giovinezza (it) de Franco Rossi : Giulio Govoni
- 1970 : Sex Power d'Henry Chapier : l'homme-cœur
- 1970 : Et Jimmy alla vers l'arc-en-ciel (Und Jimmy ging zum Regenbogen) d'Alfred Vohrer : Manuel Aranda
- 1970 : Les Mantes religieuses (Die Weibchen) de Zbyněk Brynych : Johnny
- 1971 : Un beau monstre de Sergio Gobbi : Dino
- 1972 : La Pluie noire (Und der Regen verwischt jede Spur) d'Alfred Vohrer : Alain
- 1973 : Profession : Aventuriers de Claude Mulot : Louis
- 1974 : Le Protecteur de Roger Hanin : Sergio Vitale
- 1974 : Pourvu qu'on ait l'ivresse de Rinaldo Bassi : Octave
- 1975 : Histoire d'O de Just Jaeckin : Ivan
- 1976 : Les Sommets de Zelengora (Vrhovi Zelengore) de Zdravko Velimirović : Milan
- 1981 : Une saison de paix à Paris (Сезона мира у Паризу) de Predrag Golubović : Mikelandjelo
- 1984 : Opasni trag (sr) (Опасни траг) de Miomir Miki Stamenković (sh) : M. Reper
- 1986 : La Beauté du péché (sr) (Лепота порока) de Živko Nikolić (sr) : le nudiste
- 1989 : La Provocation (sr) (Искушавање ђавола) de Živko Nikolić (sr) : Mikan
- 1990 : Dernière Valse à Sarajevo (sr) (Последњи валцер у Сарајеву) de Nikola Stojanovic (sr) : Luj de Beri

### Acteur de télévision
- 1974 : Un curé de choc (26 épisodes de 13 minutes) de Philippe Arnal